# 모토부반도

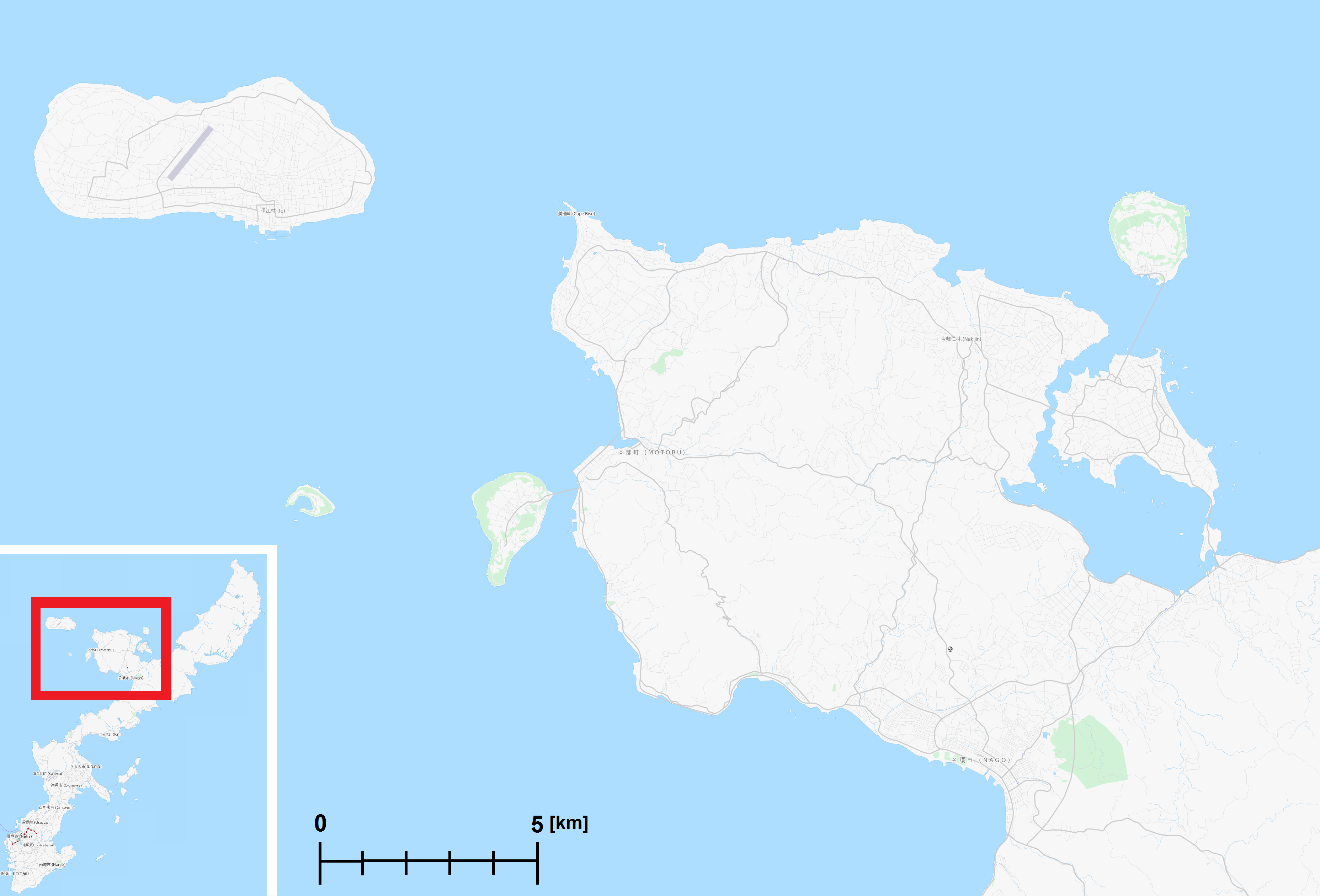
모토부반도와 주변 섬 지도

모토부반도(일본어: 本部半島 모토부 한토[*])는 일본 오키나와섬 북부에 있는 동중국해에 내민 반도이다. 남쪽으로는 나고만, 북쪽으로는 하레지 내해에 둘러싸여 있다. 폭은 약 4km~7km이며, 길이는 약 12km이다. 산지이며, 평야는 적다. 제일 고도가 높은 장소는 야에산으로, 453m이다.

## 같이 보기
- 에이사 (춤)